# Aenictopecheini
Tribu
Les Aenictopecheini sont une tribu d'insectes hémiptères hétéroptères (punaises) énicocéphalomorphes, de la famille des Aenictopecheidae, et encore mal connue, présente dans les régions afrotropicale, malgache et indomalaise, et comptant trois espèces décrites.

## Description
Au sein des Aenictopecheinae, la tribu des Aenictopecheini se distingue de celle des Gamostolini par la taille, plus petite (de 3 à 4 mm), et par la vénation des ailes antérieures, complexe dans la zone cubitoclavale. 

## Répartition
Leur répartition est exclusivement tropicale, et chacun des genres est endémique. L'un est présent dans l'écozone indomalaise (Indonésie insulaire), un à Madagascar, et le dernier en Afrique tropicale de l'Est (Tanzanie).

## Biologie
S'agissant d'espèces très peu souvent rencontrées, et lorsqu'elles le sont, souvent capturées à la lumière, leur biologie est pratiquement inconnue. Il s'agit d'insectes prédateurs, qui vivent sous les pierres, dans le sol ou dans la litière des feuilles, toujours avec de l'humidité. 

## Systématique
Cette tribu est une division de la sous-famille des Aenictopecheinae, établie par Pavel Štys en 1989,, pour la séparer d'une autre tribu, les Gamostolini.  
Elle est constituée à partir du genre Aenictopechys Breddin, 1905, le premier à avoir été décrit et à en faire partie. Le second genre, Lomagostus, a été décrit en 1958 par André Villiers, de Madagascar, et le troisième, en 2013, par Pavel Štys et Petr Baňař, de la chaîne des Eastern Arc Mountains en Tanzanie. Chacun de ces genres est monotypique (comptant une seule espèce), mais Pavel Štys estime que 10 espèces d'Aenictopechys sont à décrire. 

### Fossiles
Un fossile d'une espèce rattachée aux Aenictopecheini a été retrouvé dans de l'ambre de Birmanie, †Paenicotechys fossilis (Cockerell 1916),, le premier fossile d'Enicocephalomorpha à avoir été décrit, et remontant au Cénomanien (Crétacé inférieur, entre 99 et 93 millions d'années).

### Liste des tribus et des genres
Selon BioLib (5 novembre 2023) corrigé et complété à partir de Schuh & Weirauch (2020) :
- genre Aenictopechys Breddin, 1905
- genre Lomagostus Villiers, 1958
- genre Ulugurocoris Stys & Banar, 2013
- genre †Paenicotechys Štys, 1969